# Криголам

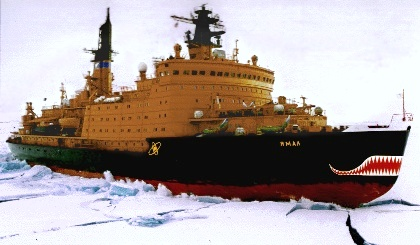
Атомний криголам «Ямал»

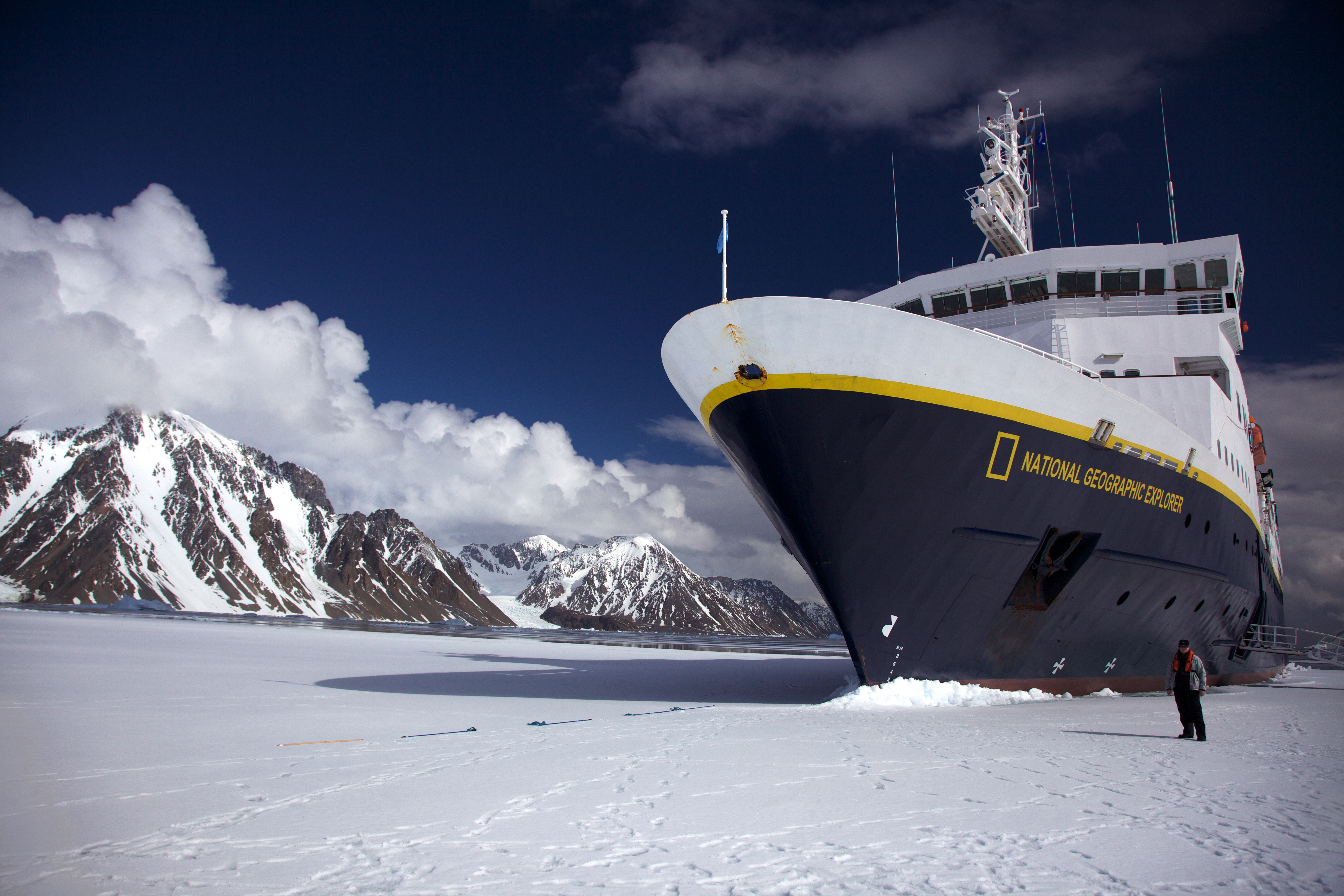
National Geographic Explorer. Антарктида

Кригола́м — самохідне спеціалізоване судно, призначене для навігації в замерзаючих басейнах, зокрема проведення суден по льодах, подолання льодових перемичок, прокладання каналів, буксирування, виконання рятувальних робіт.

## Історія криголамів
Першим криголамом у світі став російський пароплав «Пілот» — паровий буксир з переробленою носовою частиною, що дозволила йому ламати лід на своєму шляху. Криголам «Саратов» побудований в 1896 році англійською фірмою Армстронг за замовленням Рязано-Уральської залізниці для забезпечення роботи переправи через Волгу у Саратові. Ця сама фірма побудувала для Російської імперії такі криголами як: «Байкал» (1900) і «Ангара» (1903), що забезпечували роботи залізничної переправи через Байкал, «Єрмак» (1898), який експлуатувався Балтійськім флотом до 1964 року, та «Святогор» (1917), котрий з 1927-го мав назву «Красін», а 1942 року в складі конвою PQ-15 пройшов з ісландського порту Рейк'явік у Мурманськ та експлуатувався Північним і Мурманським морськими пароплавствами.
Балтійський завод (Санкт-Петербург) з 1921 по 1941 рік побудував 8 криголамів, серед яких «І. Сталін» і «В. Молотов», з 1956 по 1958-ий випустив 10 річкових криголамів, а з 1974 року виготовив серію атомних криголамів типу Арктика. Останніми запроєктованими криголамами заводу стали «Арктика», «Сибір» та «Урал», які будуються з осіданням від 8,5 до 10,5 метрів, матимуть довжину 173 м та ширину 34 м.
У XX столітті розвиток криголамного флоту зробив значний крок уперед завдяки появі дизель-електричних суден. Ці кораблі були економічнішими та ефективнішими, ніж парові аналоги, що сприяло їхньому широкому використанню в різних країнах. Подальший розвиток технологій призвів до створення атомних криголамів. Першим у світі криголамом з атомною енергетичною установкою став криголам «Ленін», побудований у 1959 році. 1974 року були завершені ходові випробування другого атомного криголама — «Арктика».
Сучасні криголами мають потужні дизель-електричні або атомні установки, що дозволяє їм ефективно працювати в умовах суворих полярних зим. Вони використовуються для проведення торговельних суден через замерзлі моря, підтримки наукових експедицій в Арктиці та Антарктиці, а також для освоєння північних територій.

## Конструкція криголамів
Корпус судна зазвичай робиться «бочкоподібним», зі спеціальним крижаним посиленням у районі ватерлінії («льодовий пояс»), «криголамною» формою носової частини та «М-подібною» формою корми, а енергетична установка — дизельна або атомна паротурбінна з електричною передачею.
Така конструкція корпусу забезпечує його підвищену міцність і здатність протистояти впливу льоду: стійкість до стирання в районі ватерлінії, а також можливим стисненням у льодових полях. Форма носа дозволяє наповзати на кромку льоду і ламати його своєю вагою. «М-подібна» форма корми забезпечує можливість буксирувати застрягле в льодах інше судно «на вусах», коли ніс буксированого судна розміщується у поглибленні кормової частини (при цьому буксироване судно може «підштовхувати» криголам). Водночас конструкція призначеного для льоду корпусу надає криголаму не найкращі морехідні якості: хвилі у вільній воді можуть досить сильно і різко хитати судно.
Дизель-електрична (або атомна турбоелектрична) установка, що застосовується на криголамах, сама по собі забезпечує судну високу маневровість (на старих криголамах ставили парові машини з безпосередньою передачею) і можливість варіювати потужність. Сучасні криголами, зокрема й атомні, будуються з трьома гребними гвинтами задля підвищення маневровості і живучості пропульсивної устави судна.

## Застосування криголамів
Криголами застосовуються для самостійної доставки вантажів у важкодоступні райони Арктики і Антарктики, евакуації і доставки експедицій з/на наукові станції, а найчастіше — для прокладання шляху іншим суднам, що прямують за криголамом. Одним із найважливіших напрямів застосування криголамів є забезпечення прохідності Північного морського шляху, який є найкоротшим маршрутом між Європою та Азією. Завдяки криголамному флоту цей маршрут залишається відкритим протягом більшої частини року, що сприяє розвитку економічних зв’язків і скороченню витрат на транспортування вантажів. Подібну роль відіграють криголами і в Північній Америці, забезпечуючи навігацію через Великі озера та уздовж арктичного узбережжя Канади.
Криголами мають важливе значення для наукових досліджень. Вони використовуються для проведення експедицій в Арктиці та Антарктиці, транспортування обладнання та персоналу до віддалених наукових станцій, а також збору даних про кліматичні зміни. Деякі криголами обладнані сучасними лабораторіями для проведення океанографічних, геологічних і метеорологічних досліджень.
Військові флоти також використовують криголами для забезпечення операцій у північних широтах. Вони можуть виконувати функції постачання арктичних баз, супроводу кораблів і проведення стратегічних місій. У деяких випадках криголами використовуються як патрульні судна, забезпечуючи охорону державних кордонів у приполярних регіонах.
Найбільшим криголамним флотом володіють Росія, США, Канада, Фінляндія, Швеція.
Російський флот включає як дизель-електричні, так і атомні криголами. Особливо виділяється серія атомних криголамів проекту Арктика, зокрема такі судна, як «Ямал», «50 років Перемоги» та новітні «Арктика», «Сибір», «Урал». Завдяки потужним реакторам ці криголами можуть працювати протягом тривалого часу без дозаправки, що забезпечує безперебійну навігацію в Арктиці.